# Tichilești
Tichilești je rumunské leprosárium, tedy azylové místo pro malomocné. Nachází se poblíž města Isaccea v župě Tulcea, v kraji Dobrudža. Počátkem roku 2020 ji obývalo 10 nemocných, kteří žili pod zdravotním dozorem v podmínkách připomínajících malou vesnici. V roce 2002 bylo nemocných 22, v roce 1998 bylo malomocných ještě 39, v roce 1930 kolem dvou set. Poslední nemocný sem přišel v roce 1981.

## Historie
V osadě se původně nacházel klášter, kolonie malomocných při něm vznikla v roce 1875. Podle legendy klášter založila šlechtična z knížecího rodu Cantacuzino, která se leprou sama nakazila. V roce 1918 byli někteří malomocní z kolonie odvezeni do vzdáleného města Largeanca, kde byli zabiti a jejich těla spálena. V roce 1926 s malomocnými žil asi tři týdny jistý novinář, který o podmínkách v kolonii podal zprávu. Brzy poté se začalo budovat základní zázemí, které do té doby neexistovalo. V roce 1932 přestala vláda posílat kolonii peníze na jídlo, dvacet pět hladovějících malomocných proto odjelo do blízkého města a žádalo o jídlo, byli ale armádou eskortováni zpět. Za socialistického režimu byla kolonie tajná, malomocní tam odeslaní byli oficiálně vedeni jako zemřelí na běžné nemoci, byli hlídáni a pochopitelně jim bylo zakázáno kolonii opustit. Podmínky se změnily v roce 1991, kdy byla zrušena vojenská ostraha celé osady, a po roce 2000, kdy se díky návštěvě několika novinářů a dotacím Evropské unie mohla nainstalovat některá zařízení zlepšující kvalitu života. Tichilești je poslední dosud fungující kolonií pro malomocné v Evropě.
Zajímavost: Naprostá většina malomocných obyvatel Tichilești pocházela z Dunajské delty.